# Aimee Michel
Aimee Michel (23 luglio 2007) è una nuotatrice artistica svizzera.

## Biografia
Ha esordito nella Coppa del Mondo di nuoto artistico il 4 maggio 2024 a Parigi, concludendo al 10º posto nel programma libero del duo.
Viene selezionata della squadra svizzera per i campionati mondiali giovanili di nuoto artistico 2024, partecipando nelle gare del duo e delle squadre.

## Palmarès

### Coppa del Mondo
- 1 podio:
  - 1 secondo posto (1 nel duo)